# 井藤ななみ
井藤 ななみ（いとう ななみ、8月28日 - ）は、日本の漫画家。岡山県出身。

## 経歴・特徴
好きなものは、ホラー漫画と水族館。同人活動後、ゲーム原画や一般誌の連載を経て、『COMICポプリクラブ』から声をかけてもらった。いとうのいぢのイラストの影響を受けているという。
シチュエーションやキャラクターのプレイなどが限られているので、その中で幅を持たせていきたいと思っている。太ももやお尻などが魅力的に描けるよう努力しており、少し突っ慳貪な性格の人物を登場させても、甘い雰囲気を出すことも大切にしたいと思っている。
COMICポプリクラブでは、ゆいながヒロインのシリーズを掲載していた。

## 作品リスト

### 単行本
一般向け
- 『トモダチログイン』 芳文社『まんがタイムきららフォワード』2013年1月号 - 2014年2月号、〈まんがタイムKRコミックス フォワードシリーズ〉、全2巻
  1. 2013年6月12日発売[4]、ISBN 978-4-83224-310-1
  2. 2014年1月10日発売[4]、ISBN 978-4-83224-393-4
- 『ルイは友を呼ぶ』 芳文社『まんがタイムきららフォワード』2015年4月号 - 2016年5月号、〈まんがタイムKRコミックス フォワードシリーズ〉、全2巻
  1. 2015年10月13日発売[5]、ISBN 978-4-8322-4626-3
  2. 2016年4月12日発売[5]、ISBN 978-4-8322-4686-7

成人向け
1. 『シェアスタイル～ゆいなに誘惑～』 2015年4月23日発売[6]、マックス〈ポプリコミックス〉、ISBN 978-4-86379-352-1
  - ゆいなの誘惑 （描き下ろし）
  - 聖夜のサプライズ （COMICポプリクラブ 2014年7月号）
  - ドキドキ試着室 （COMICポプリクラブ 2014年9月号）
  - アツアツラストサマー （COMICポプリクラブ 2014年11月号）
  - ぬくぬく眠り姫 （COMICポプリクラブ 2014年2月号）
  - ラブラブダイエット （COMICポプリクラブ 2014年4月号）
  - ナイショの放課後 （COMICポプリクラブ 2014年7月号）
  - スイートプレゼント （COMICポプリクラブ 2014年9月号）
  - おとまりロマンス （COMICポプリクラブ 2014年11月号）
  - 生意気メイドタイム （COMICポプリクラブ 2015年1月号）
  - メモリアルサプライズ （COMICポプリクラブ 2015年3月号）
2. 『Like a Lovedoll ～だからなんでもシてあげる～』 2021年10月14日発行（2021年9月30日発売[7]）、ジーオーティー〈GOTコミックス〉、ISBN 978-4-82360-217-7
  - 「エトランヴェール」・「エトランヴェール2」・「恋人つなぎ」・「ふたこい△（トライアングル）」・「ぬくもりをだきしめて」・「君とつながりたい」・「今日だけご主人様」・「だから、なんでもしてあげる」・「だから、なんでもしてあげる2」・「また明日、あなたと…」